# Nikiforos Diamandouros

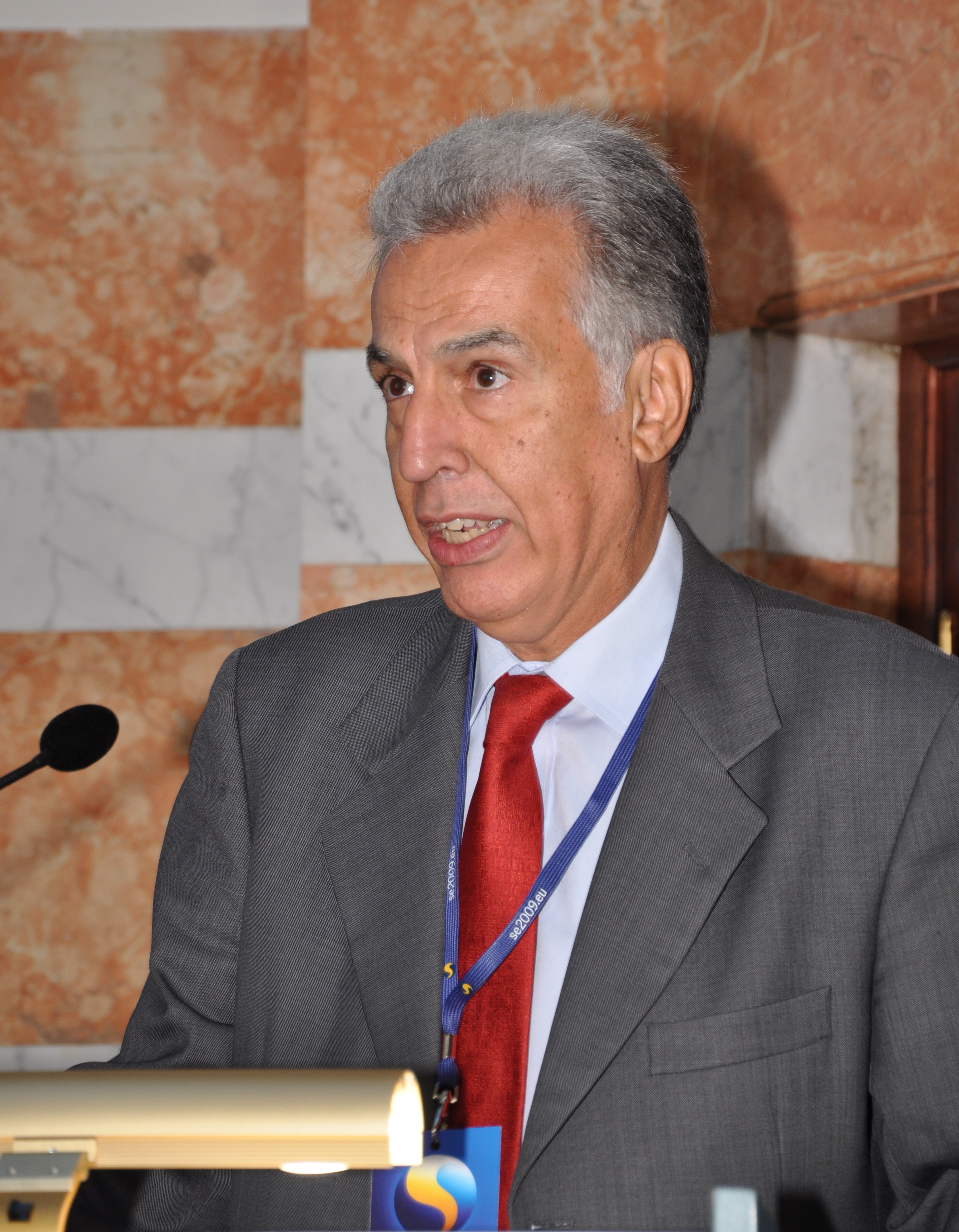
Nikiforos Diamandouros in 2009

Nikiforos P. Diamandouros (Grieks: Νικηφόρος Π. Διαμαντούρος) (Athene, 25 juni, 1942) is een Grieks politicoloog en was van 1998 tot 2003 de eerste Nationale ombudsman van Griekenland. Vervolgens was hij vanaf april 2003 Europese Ombudsman. In 2010 werd hij herkozen, en in 2013 opgevolgd door Emily O'Reilly.

## Academia
Diamandouros behaalde in 1963 zijn BA aan de Universiteit van Indiana, in 1965 zijn MA aan de Universiteit van Columbia, in 1969 zijn M.Ph aan de Universiteit van Columbia en zijn Ph.D in 1972 aan de Universiteit van Columbia.

## Loopbaan
Diamandouros is van 1973 tot 1978 universitair docent en onderzoeker aan de New York-universiteit en  de Columbia-universiteit geweest en van 1980 tot 1983 directeur voor ontwikkeling aan het Athene College. Van 1983 tot 1988 is hij  programmadirecteur voor West-Europa en het Nabije en Midden-Oosten bij de Raad voor Onderzoek voor Sociale Wetenschappen geweest en van 1988 tot 1991 directeur Griekse Instituut voor Internationale en Strategische studies. 
Van 1993 tot 1998 was Diamandouros hoogleraar vergelijkende politieke stromingen aan de Universiteit van Athene en van 1993 tot 1995 directeur en voorzitter van het Griekse Nationale Centrum voor Sociaal Onderzoek. In 1997 was hij hoogleraar politieke wetenschappen aan het Juan March Centrum voor Gevorderde Studies in Sociale Wetenschappen te Madrid. 
Van 1998 tot 2003 was hij Nationale ombudsman in Griekenland en vanaf 1 april 2003 is hij Europese Ombudsman.

## Persoonlijk leven
Diamandouros is gehuwd en heeft twee kinderen.